# Forcipomyia aquatica
Forcipomyia aquatica är en tvåvingeart som beskrevs av Jean-Jacques Kieffer 1922. Forcipomyia aquatica ingår i släktet Forcipomyia och familjen svidknott. Inga underarter finns listade i Catalogue of Life.